# Mury obronne w Stargardzie

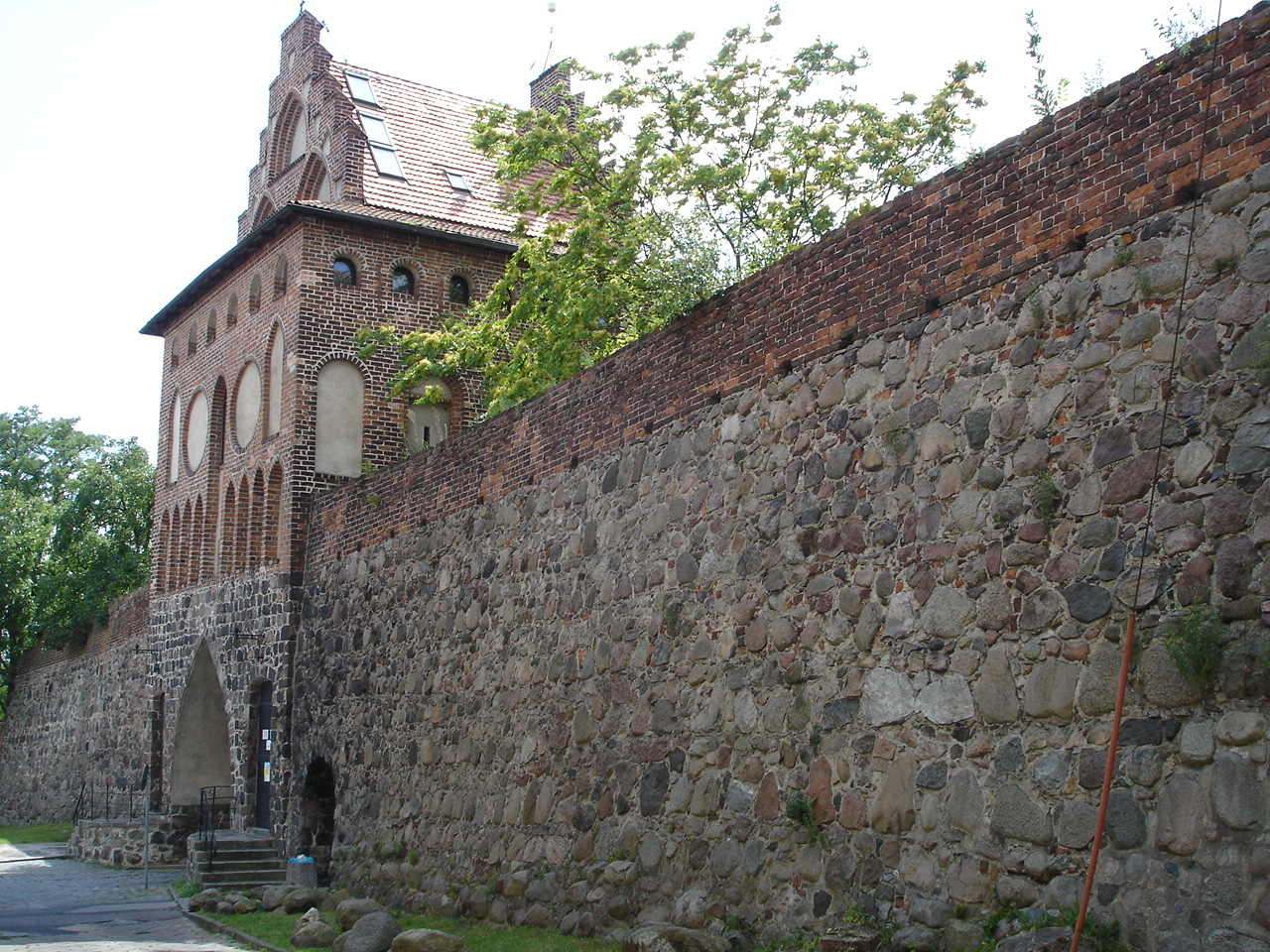
Najlepiej zachowane mury przy bramie Pyrzyckiej

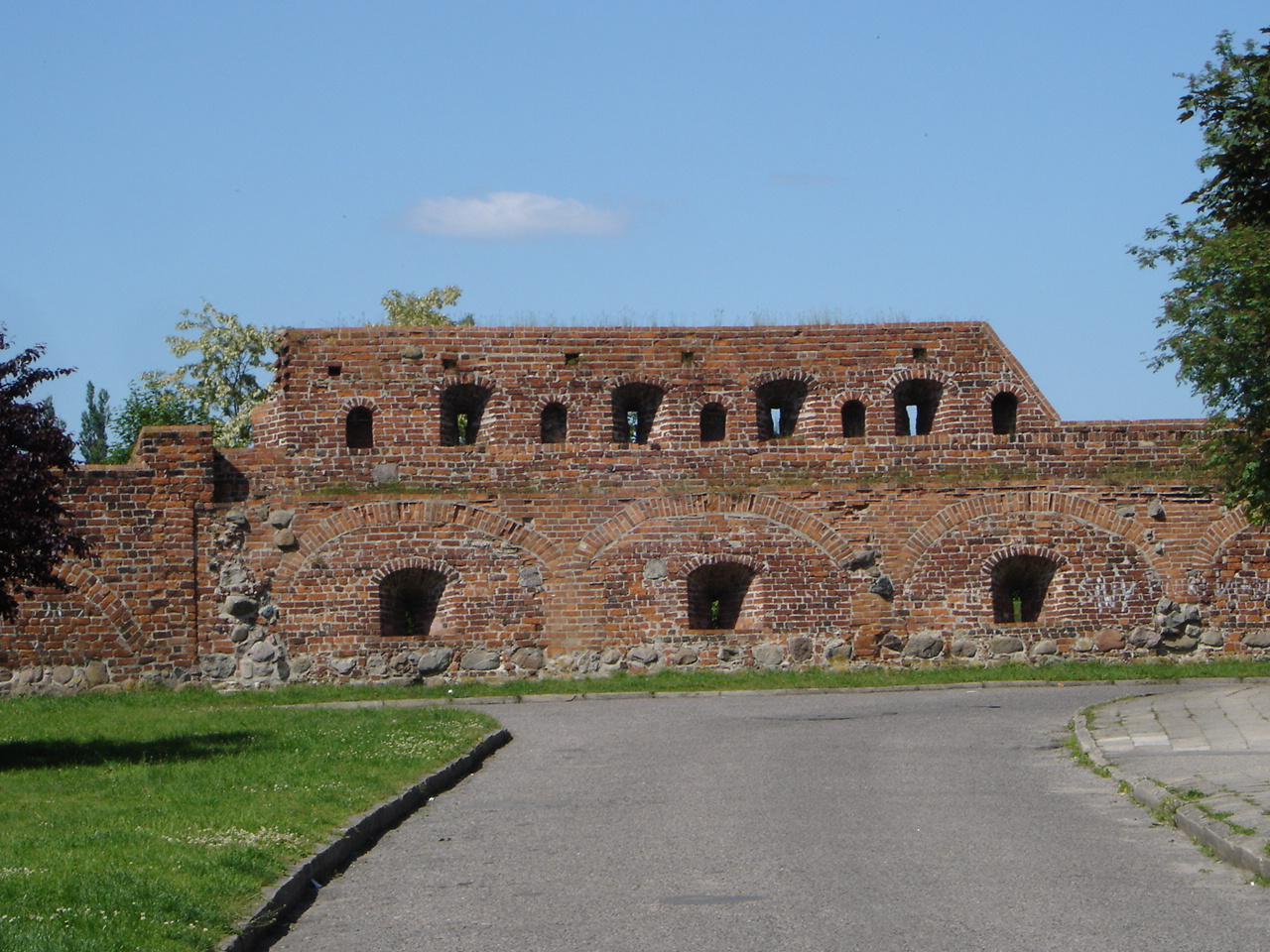
Fragment muru przy bramie Młyńskiej

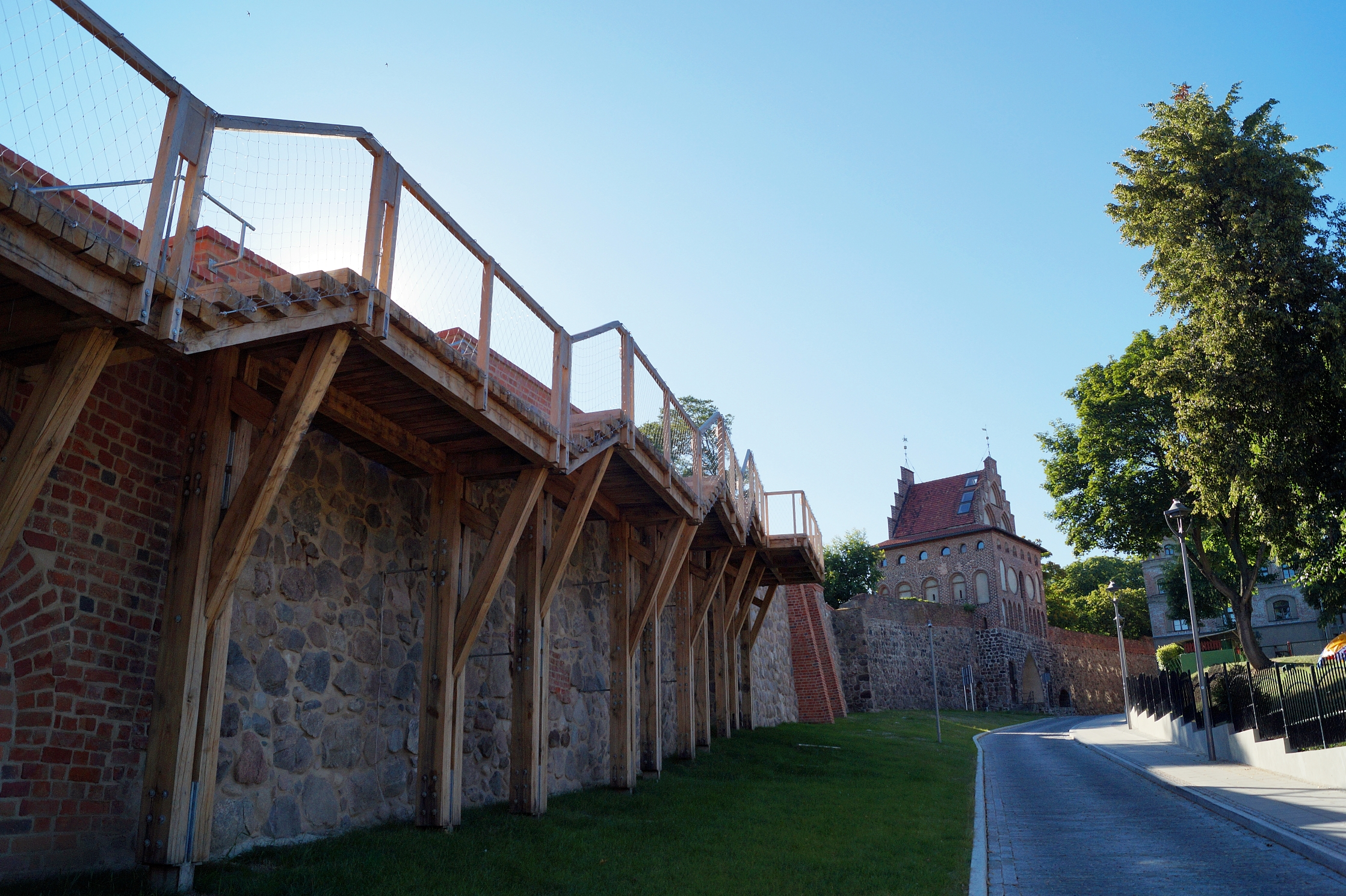
Fragment muru przy Bastei ze zrekonstruowaną hurdycją

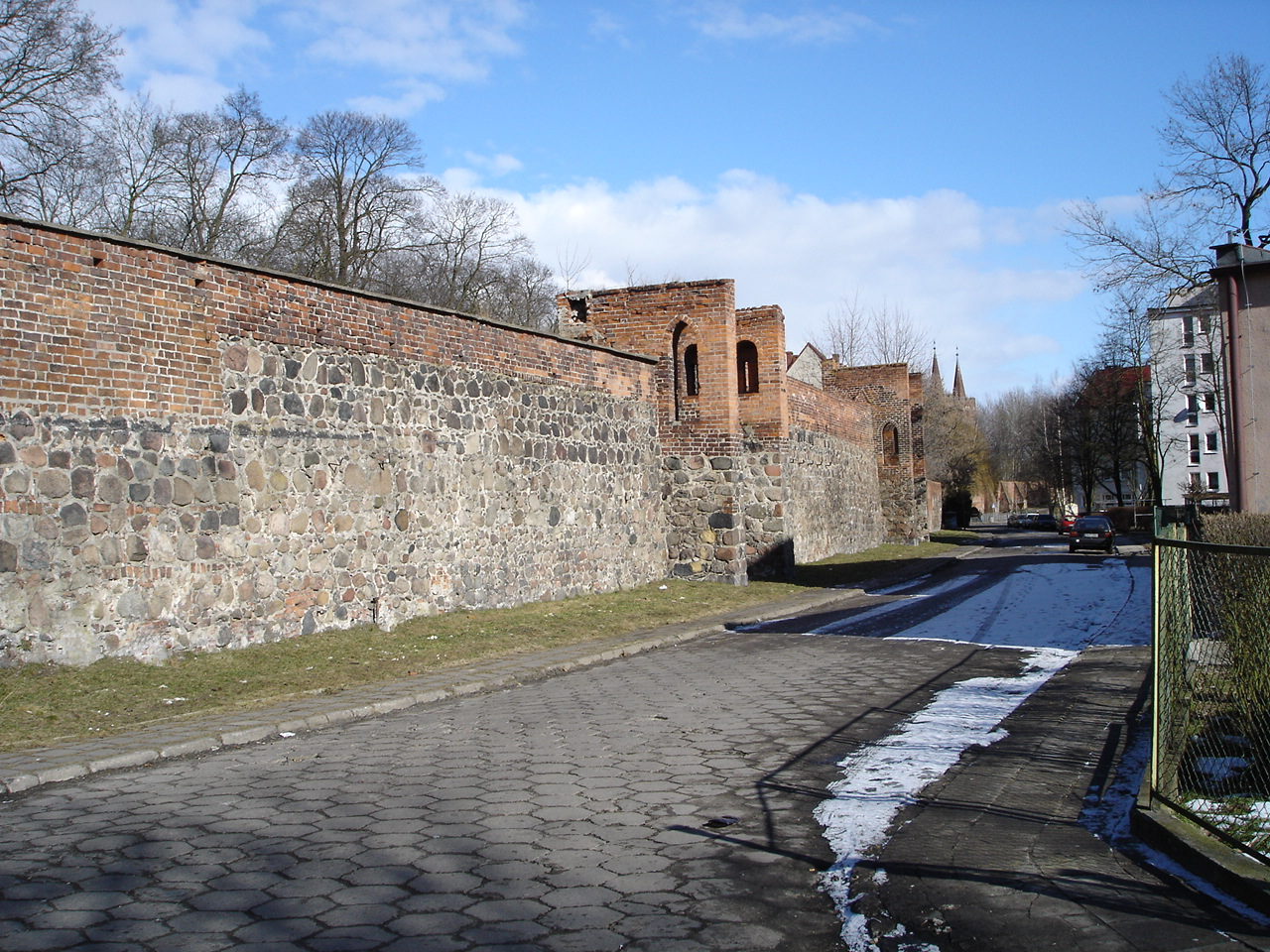
Mur wraz z czatownią

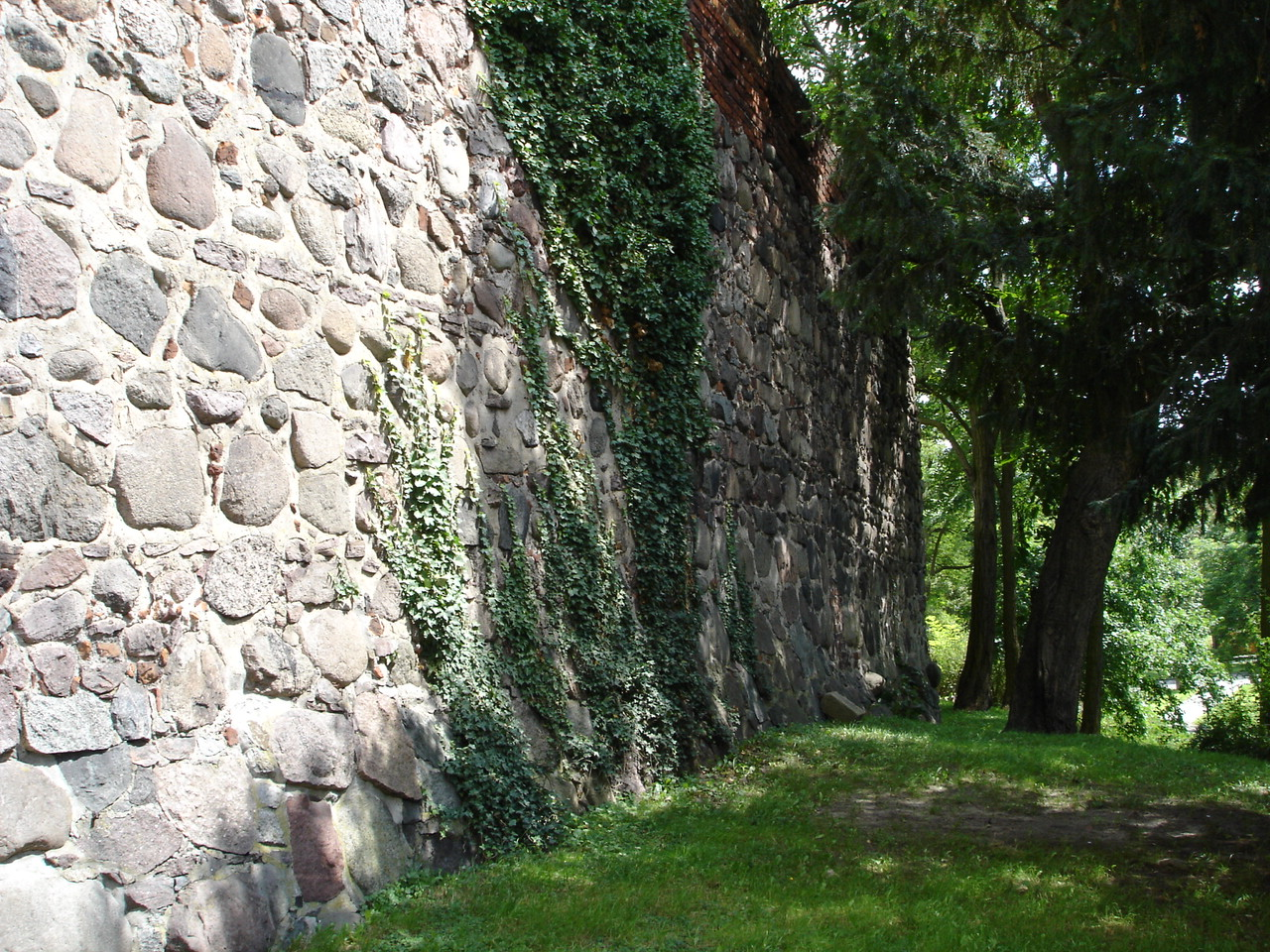
Najlepiej zachowane mury przy bramie Pyrzyckiej

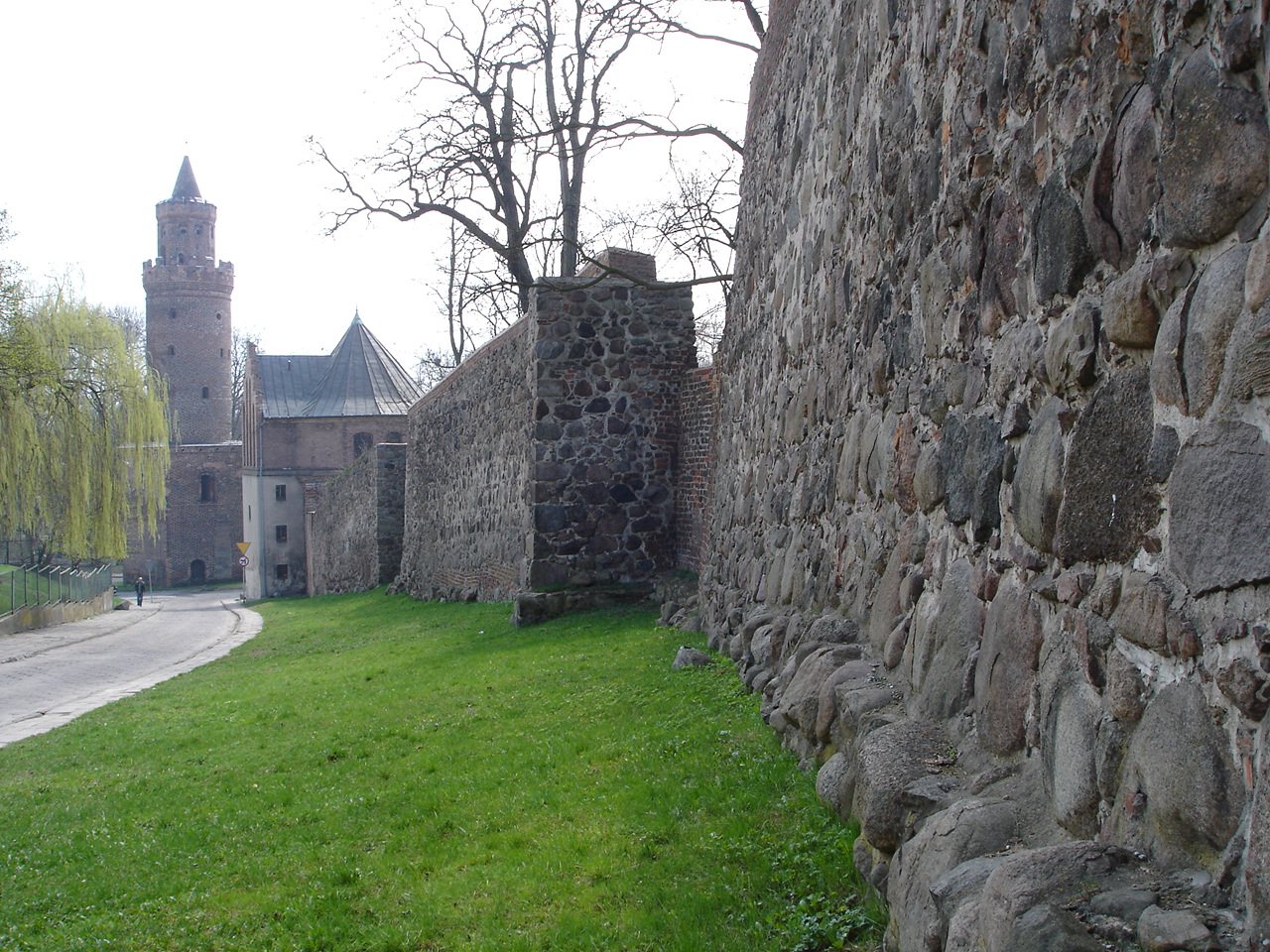
Mur obronny pomiędzy bramą Pyrzycką a Basteją

Mury obronne w Stargardzie – zespół fortyfikacji otaczających najstarsze części Stargardu. Ich budowę rozpoczęto po otrzymaniu praw miejskich (1243), zachowana do dziś długość obwarowań wynosi ponad kilometr. Należą do najpotężniejszych i najciekawszych zespołów obwarowań w Polsce. Rozporządzeniem Prezydenta RP z dnia 17 września 2010 mury wraz z kościołem pw. NMP zostały uznane za pomnik historii.

## Historia
Z badań archeologicznych wynika, że gród w Stargardzie istniał z pewnością już w X wieku w rejonie dzisiejszej baszty Białogłówki. Zarówno gród jak i podgrodzie, były otoczone wałami ziemno drewnianymi. Od strony północno-wschodniej oprócz wałów dostępu do grodu dodatkowo broniła rzeka Ina.
W drugiej połowie XIII wieku na mocy lokacji zarówno magdeburskiej (1243) jak i lubeckiej (1292) obwałowania ziemno-drewniane zastąpiono kamienno ceglanymi. Mury otaczały teren obecnego Starego Miasta. Ten etap budowy murów zakończono w 1298 roku. Najlepiej zachowanymi fragmentami murów z tego okresu znajdują się w okolicy bramy Pyrzyckiej. Zbudowane są one z kamieni polnych układanych warstwami i zwieńczonych cegłą. Ich wysokość sięga do 6 m.
Od początku XV wieku do połowy XVI ze względu na zagrożenie ze strony Brandenburgii oraz wprowadzenia broni palnej stare mury wymagały modernizacji. Mury podwyższono nadbudowaniem z cegły, a niektóre odcinki całkowicie przebudowano. Łączna długość wynosiła 2260 m.
W ciągu obwarowań wzniesiono 45 czatowni (trzypoziomowe dobudówki, wystające za ciąg murów), których parter stanowił arsenał, I piętro miejsce dla załogi, II piętro przeznaczone było do obserwacji i obstrzału.
W tym samym czasie prowadzono dalszą rozbudowę bram. Dobudowano do nich przedbramia (w których skąd wchodziły: gardziel, grama środkowa i barbakan). Na zewnątrz muru dostęp do miasta uniemożliwiały głębokie fosy, wały palisadowe oraz Ina. W XVI wieku Stargard należał do najlepiej obwarowanych grodów w księstwie pomorskim.
W XIX wieku mury straciły charakter obronny to też rozebrano ponad 50% obwałowań (pozostawiono kilka odcinków o łącznej długości 1040 m). Wały obniżono, zasypano fosy i utworzono na nich parki.

## Baszty
W konturze murów wzniesiono 9 baszt, służących do obrony i obserwacji przedpola, wysokość ich osiągała ponad 30 m.:
- Morze Czerwone
- Tkaczy
- Jeńców
- Białogłówka
- Rzeźnicka
- Przy Arsenale
- Kowalska

## Bramy
Oprócz baszt wjazdu do miasta strzegły bramy:
- Brama Świętojańska
- Brama Pyrzycka
- Brama Wałowa
- Brama Młyńska, która odgrywała rolę przejścia wodnego.

## Furty
Dla swobodniejszego wychodzenia poza mury służyły furty:
- Zielona
- Rzeźnicka
- Augustiańska
- przy Arsenale

## Prace renowacyjne
Najlepiej zachowanym fragmentem murów jest odcinek przy Bramie Pyrzyckiej. Od 2008 roku trwa renowacja Bramy Młyńskiej.
W 2009 roku pojawiła się głęboka szpara w murze nad Iną. Z tego powodu odcinek muru przy arsenale czeka na renowację.